# Carlo Busiri Vici
Carlo Busiri Vici (Roma, 25 ottobre 1856 – Roma, 7 agosto 1925) è stato un architetto italiano.

## Biografia
Carlo Maria Busiri Vici nacque il 25 ottobre 1856 a Roma, dall'architetto Andrea e da Bianca Vagnuzzi. Dopo gli studi classici al Collegio Romano, frequentò all'Istituto di Belle Arti il corso quadriennale di specializzazione architettonica, ottenendovi nel 1882 il titolo di professore d'architettura. Compì la pratica professionale nello studio paterno, svolgendo importanti lavori; nel 1889 venne accolto nell'albo romano degli architetti.
Iniziò la sua attività collaborando con il padre alla costruzione a Roma della chiesa e convento delle suore di San Giuseppe Calasanzio in via Pietro Cavallini (1888) e in quella di San Vincenzo de Paoli presso piazza della Bocca della Verità (1893-96). Nel 1893 integrò l'opera dell'architetto belga Arthur Verhaegen nella chiesa del Corpus Domini sulla Nomentana presso Porta Pia a Roma. Interamente di sua concezione fu la chiesa della Sacra Famiglia in via Sommacampagna (1895-96) a Roma, ora demolita. Di proporzioni più vaste è la chiesa di San Giuseppe in via Nomentana a Roma.

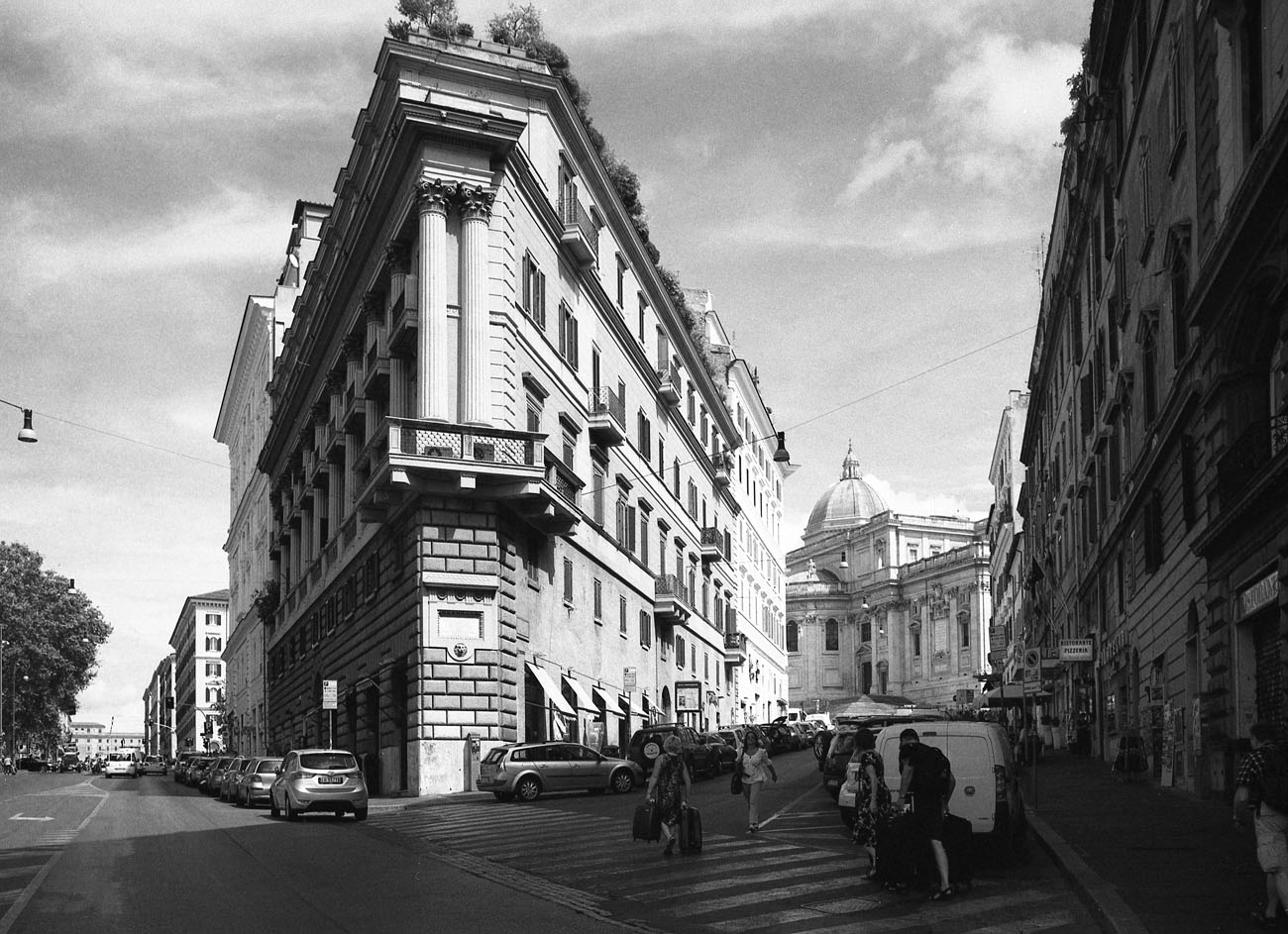
Palazzo Giorgioli a via Cavour

Nella sua prima opera di rilievo, il palazzo Giorgioli di via Cavour a Roma del 1886, si ribella all'eclettismo umbertino allora imperante, armonizzando le nuove esigenze costruttive con l'arte del passato: su un poderoso basamento sono inserite colonne scanalate che collegano un piano all'altro. Classicheggiante anche il più tardo palazzo Simonetti in via Vittoria Colonna a Roma. Nel 1889 costruì a Roma un palazzo a sei piani all'angolo fra via Aurora e via Ludovisi, dove abitò con la sua famiglia. 
Nell'edificio del Palace Hotel in via Veneto a Roma, che condivise il primato di grandiosità e soprattutto di qualità con l'Excelsior e il Grand Hotel, che egli realizzò nel 1905 nel corpo rettilineo del complesso, svolse l'opera sua più personale ed impegnativa: con il nicchione sull'attico, i busti d'imperatori romani in nicchie circolari, i mensoloni e il vasto cornicione classico, da inizio alla voga del "barocchetto romano". 
Si dedicò alla ricostruzione e al restauro di antichi edifici. Iniziò nel 1913 con la palazzina di Grotta Pallotta di via Pinciana a Roma. Tra il 1920 e il 1922, rifece quasi totalmente la villa Taverna in viale Gioacchino Rossini a Roma, ora dimora dell'ambasciatore degli Stati Uniti, curando gli interni e cimentandosi nell'architettura dei giardini. In quegli stessi anni restaurò il Castello del Sangallo a Nettuno, su incarico del barone Fassini. Nella creazione ex novo della villa Elia a Roma, ora dimora dell'ambasciatore del Portogallo, eseguita fra il 1921 e il 1924, realizzò un'opera di carattere personale.
Anche nell'architettura d'interni, che realizzò sempre come "architettura" e mai come "addobbo", egli fu sempre consono con quella dell'esterno.
Una cura particolare svolse anche in opere minori, come le Cappelle sepolcrali, le targhe e le edicole inserite negli edifici stessi. 
Con voto unanime fu accolto nel 1905 nell'Accademia di San Luca e in quella dei Virtuosi del Pantheon. Morì a Roma nella sua dimora di via Pinciana il 7 agosto 1925.

## Archivio
L'archivio dell'architetto Busiri Vici è costituito da elaborati grafici di tipo progettuale, carteggio, documenti diversi relativi all'attività professionale e da fotografie delle opere realizzate dall'architetto. Il fondo, di proprietà degli eredi, è conservato a Roma.